# Adressiermaschine

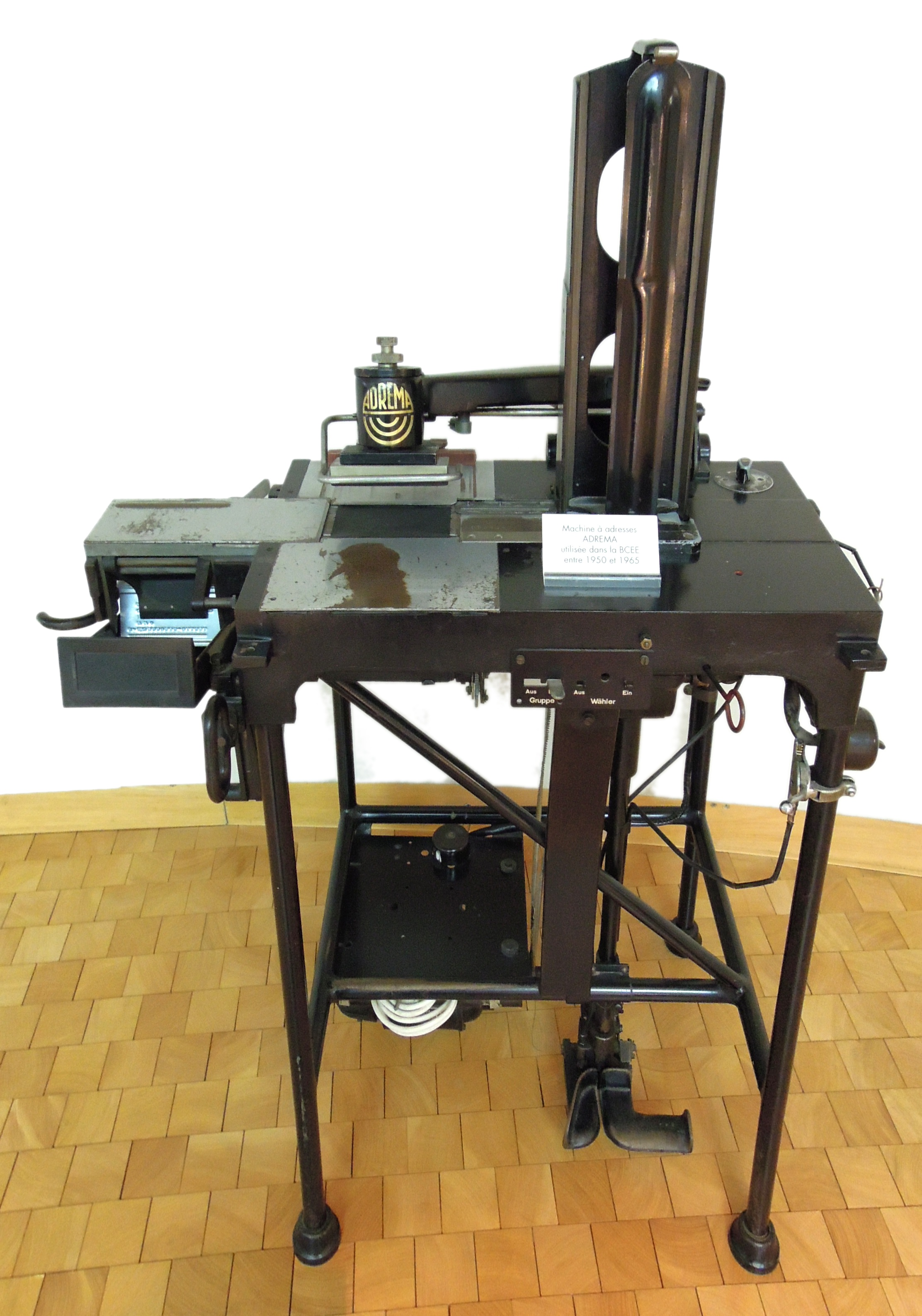
ADREMA um 1950

Eine Adressiermaschine ist eine Büromaschine, die ständig wiederkehrende Vordrucke oder Anschriften beispielsweise für Postversand oder Lohnzahlung automatisch abdruckt, die als Matrizen vorliegen. Matrizen sind entweder Zinkplatten, die auf einer Maschine mit einstellbarer Buchstaben- und Ziffernvorrichtung geprägt werden, oder mit Maschinenschrift oder auch Maschinensatz beschriftete Faserstoffplatten. Sie wurden Ende des 19. Jahrhunderts entwickelt und werden im 21. Jahrhundert schrittweise durch Digitaltechnik ersetzt.

## Beschreibung des Verfahrens
Die Schablonen werden durch Schieber vorgeschoben und das Papier, das auf dem Farbband liegt, vom Druckarm angedrückt. Bei anderen Bauarten werden die Platten mit Kissen eingefärbt oder durch Transkritdruck abgedruckt. Papier- oder Matrizenvorschub kann durch Reiter an der Matrize so geregelt werden, dass bestimmte Matrizen mehrfach oder gar nicht abgedruckt werden. Durch Änderung des Druckkissens können auch nur einzelne Teile der Matrize zum Abdruck gebracht werden. Der Antrieb ist elektrisch, von Hand erfolgt nur das Einlegen und Entnehmen des Matrizenstapels und des Papiers (Umschläge und so weiter). Die bekanntesten Marken sind: Adrema und Addressograph. Vollautomatische Maschinen leisten das Hundertfache des handschriftlichen Adressierens.

## Geschichte

Namensaktie über 1000 Franken der Adrema AG in Zürich vom 31. Januar 1930

Der Deutsche Julius Goldschmidt (* 26. September 1884 in Eldagsen, † 11. Februar 1936 im Exil in Zürich), Bruder des Bankiers Jakob Goldschmidt, war der Erfinder des mechanischen ADREMA-Systems zur Adressierung von Massenbriefen und der ADREMA-Adressiermaschine. Am 22. April 1913 gründete er in Berlin die Adrema-Maschinenbaugesellschaft GmbH im späteren Ortsteil Moabit. In einer Werbeanzeige wird die Leistungsfähigkeit der Maschine benannt: „Sie schreibt in einer Stunde 2000 unterschiedliche fehlerfreie Adressen.“ Anschließend wurde Goldschmidt der Adressiermaschinenfabrikant der Adrema-Werke in Berlin. Nach dem Ende des Ersten Weltkriegs, 1918 entstanden etliche Auslandsvertretungen, unter anderem 1930 die Adrema AG in Zürich. Diese solide Basis ermöglichte es Goldschmidt, den Betrieb durch die schwierigen Zeiten der Wirtschaftskrise 1932 hindurchzubringen. 1935 sah er sich als Jude in Deutschland gezwungen, sein Unternehmen an die Mercedes Büromaschinen-Werke A.G. im thüringischen Zella-Mehlis zu verkaufen, deren Aktienmehrheit wiederum seit 1931 bei dem US-amerikanischen Hersteller für Schreibmaschinen Underwood-Elliott-Fischer lag. Adrema wurde somit arisiert und Goldschmidt emigrierte in die Schweiz. In den 1980er Jahren war der Kaufmann Kurt Toenz (* 23. Februar 1937) aus Heppenheim Geschäftsführer sowohl von „Adrema Maschinenbau GmbH“ als auch von Pitney Bowes Deutschland GmbH.
Da die Herstellung der einzelnen Matrizen teuer ist, ihre Korrektur bei Adressenänderung sich recht aufwändig gestaltet und die Aufbewahrung von 10.000 Adressen einen größeren Spezialschrank beansprucht, wurden sie mittlerweile praktisch überall durch Informationstechnik ersetzt.